# Hugo Conte
Hugo Néstor Conte (Buenos Aires, 14 de abril de 1963) é um ex-jogador de voleibol da Argentina que atuava na posição de ponteiro. Ele defendeu as cores do seu país nos Jogos Olímpicos de 1984, 1988 e 2000.
Em 1984, ele participou de seis jogos e o time argentino finalizou na sexta colocação na competição olímpica. Quatro anos depois, ele fez parte da equipe argentina que conquistou a medalha de bronze no torneio olímpico de 1988, no qual atuou em sete partidas. Conte fez a sua última participação em Olimpíadas nos jogos de 2000, jogando em oito confrontos e terminando na quarta posição com o conjunto argentino. O filho de Hugo, Facundo Conte, também é jogador de vôlei e ficou no quinto lugar com a seleção argentina nas Olimpíadas de Londres em 2012.
Em 2000, ele foi um dos 8 finalistas do Prêmio aos melhores jogadores de voleibol do Século XX pela FIVB.